# Laguna Beach (programma televisivo)
Laguna Beach (Laguna Beach: The Real Orange County) è una serie televisiva prodotta e trasmessa da MTV USA dal 2004 al 2006 e trasmessa in Italia da MTV Italia.
Con un mix tra reality show e fiction, Laguna Beach si propone di mostrare il vero volto di Orange County, come (secondo i creatori della serie) non era invece stato fatto dal telefilm The O.C..
I residenti di questa cittadina californiana sono tra i più ricchi degli Stati Uniti ed MTV ha deciso di documentare la vita di un gruppo di teenager della zona, in modo da mostrare il mondo e lo stile di vita della Contea di Orange.
La sigla di apertura dello show è Come Clean di Hilary Duff.

## Cast

### Prima stagione
La prima stagione documenta la vita di otto teenager residenti a Laguna Beach e studenti della Laguna Beach High School. Il cast è composto da:
- Lauren Conrad (narratrice, doppiata in italiano da Paola Della Pasqua)
- Stephen Colletti (doppiato in italiano da Max Di Benedetto)
- Kristin Cavallari (doppiata in italiano da Jolanda Granato)
- Lo Bosworth (doppiata in italiano da Tosawi Piovani)
- Morgan Olsen (doppiata in italiano da Maddalena Vadacca)
- Trey Phillips (doppiato in italiano da Claudio Ridolfo)
- Christina Schuller (doppiata in italiano da Anna Maria Tulli)
- Talan Torriero (doppiato in italiano da Luca Sandri)

### Seconda stagione
La seconda stagione documenta la vita di sei teenager residenti a Laguna Beach e studenti della Laguna Beach High School, ma per alcuni episodi segue anche la vita dopo il diploma di Conrad e Coletti (protagonisti della prima stagione). Il cast è composto da:
- Kristin Cavallari (narratrice)
- Talan Torriero
- Taylor Cole (doppiata in italiano da Elisabetta Spinelli)
- Alex Murrel (doppiata in italiano da Cinzia Massironi)
- Jessica Smith (doppiata in italiano da Debora Magnaghi)
- Jason Wahler (doppiato in italiano da Patrizio Prata)
- Lauren Conrad
- Stephen Colletti

### Terza stagione
La terza stagione documenta la vita di nove teenager residenti a Laguna Beach e studenti della Laguna Beach High School. Il cast è composto da:
- Tessa Keller (narratrice)
- Cameron Brinkman (doppiato in italiano da Diego Sabre)
- Kyndra Mayo (doppiata in italiano da Emanuela Pacotto)
- Raquel Donatelli (doppiata in italiano da Marcella Silvestri)
- Breanna Conrad
- Kelan Hurley
- Lexie Contursi
- Cami Edwards (doppiata in italiano da Laura Facchin)
- Chase Johnson (doppiato in italiano da Alessandro Rigotti)

## Edizioni
| Stagione         | Puntate | Prima TV originale | Prima TV Italia |
| ---------------- | ------- | ------------------ | --------------- |
| Prima edizione   | 11      | 2004               | 2004            |
| Seconda edizione | 17      | 2005               | 2005            |
| Terza edizione   | 15      | 2006               | 2006            |

## Spin-off
- Il primo spin off di Laguna Beach è la serie televisiva The Hills che va in onda per sei stagioni dal 2006 al 2010 e documenta la vita di Lauren Conrad dopo il trasferimento a Los Angeles per frequentare una scuola di moda e lavorare nel business della moda. Nel corso della stagioni altre due ex protagoniste di Laguna Beach si aggiungono al cast di The Hills: Lo Bosworth e Kristin Cavallari.
- Tra il 2007 e il 2008 va in onda per due stagioni il secondo spin off di Laguna Beach chiamato New Port Harbor: The Real Orange County. La serie, che può anche essere considerata come una quarta stagione di Laguna Beach, documenta la vita di un gruppo di teenager di Newport Beach, un'altra ricca cittadina della Contea di Orange.